# Castillo de Canillas de Esgueva
El Castillo de Canillas de Esgueva está situado en el municipio del mismo nombre, en la provincia de Valladolid. En la actualidad sólo quedan dos solitarios cubos de las esquinas de lo que fue la torre del homenaje. En la actualidad pertenece 50% a Ayuntamiento de Canillas de Esgueva y 50% a Patrimonio Nacional.

## Historia
El castillo defendió la población como parte de la línea estratégica levantada a lo largo del valle. Es a finales del siglo IX cuando se inicia el movimiento de expansión del condado de Castilla de la mano del conde Nuño Núñez, quien había creado en este valle una línea defensiva que le sirvió de avanzadilla sobre las posiciones que ya había conquistado en el valle del Arlanza.
Las ruinas actuales que podemos contemplar corresponden, no obstante, a una edificación muy posterior. Se trata de los restos de un castillo o torre señorial realizado seguramente entre 1487 y 1510, quizás relacionado con los castillos de la escuela de Valladolid. Hasta la década de 1970 estuvo aún en pie el lienzo de pared entre los dos cubos que hoy subsisten.

## Galería

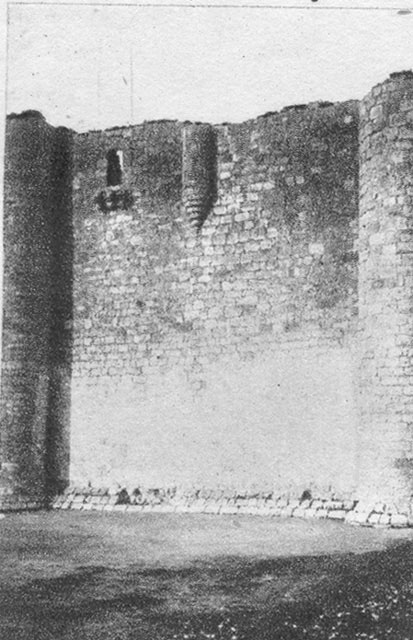
Imagen antigua del castillo.
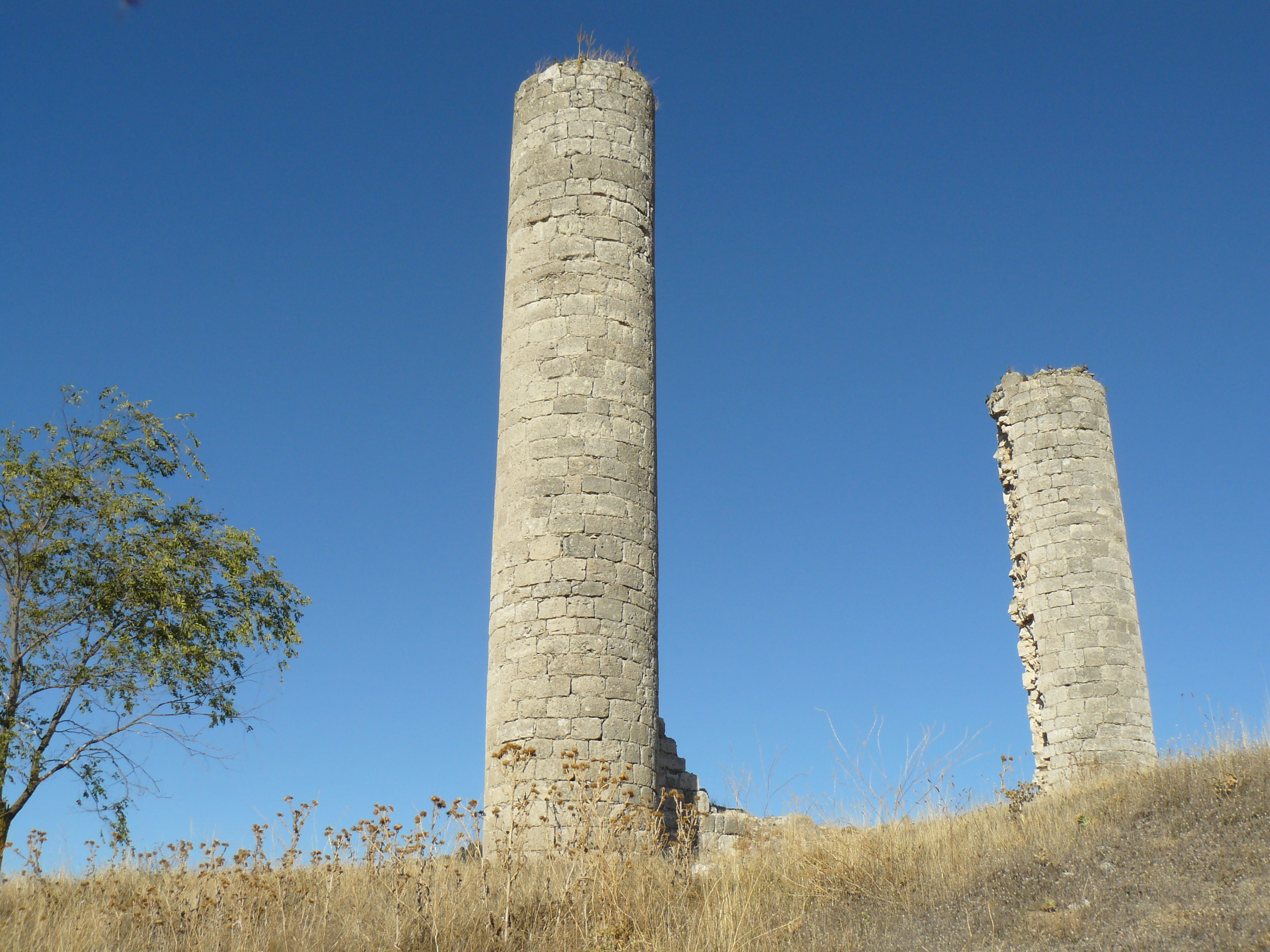
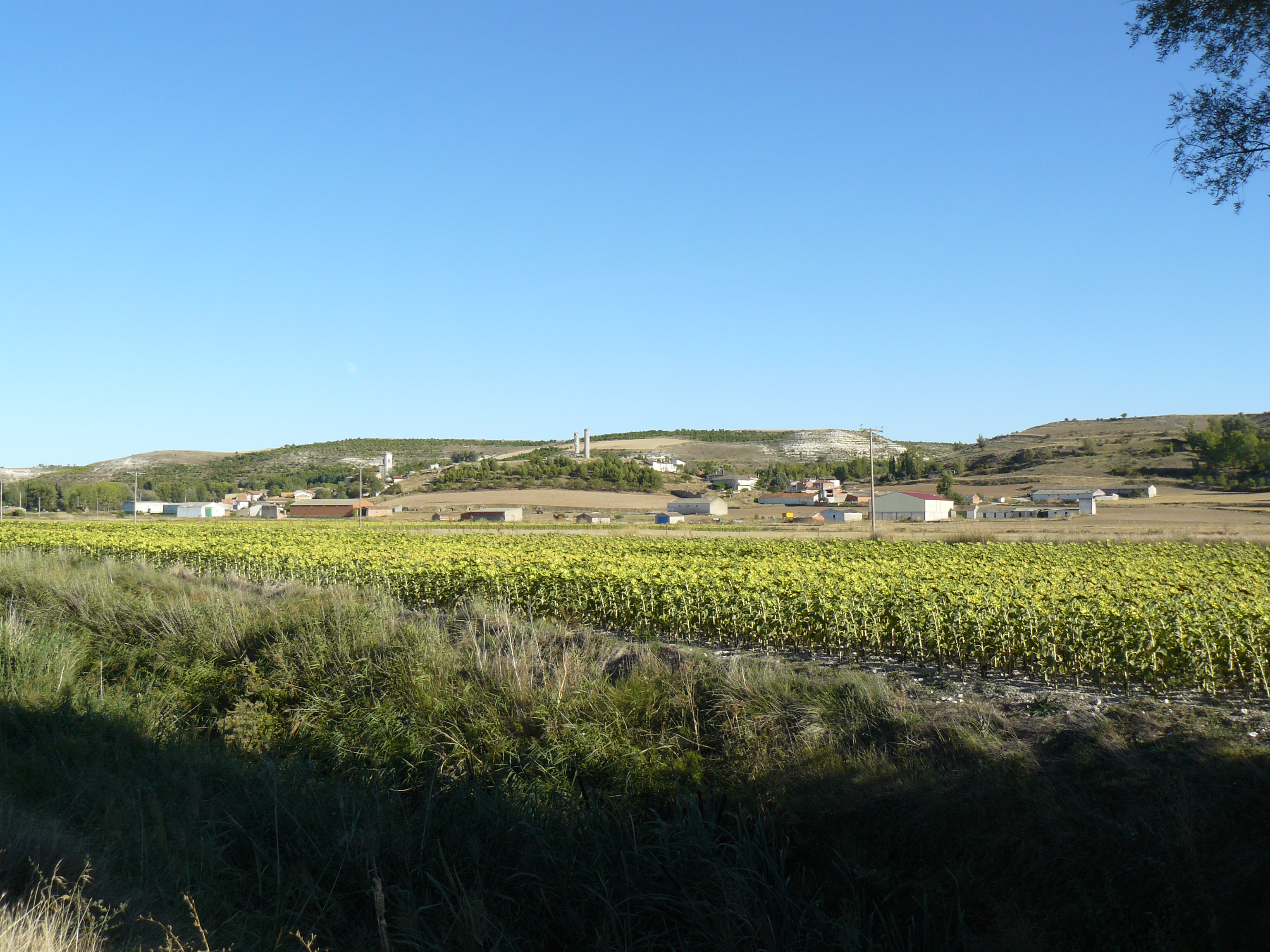